# Милан Никић
Милан Никић (Београд, 1965 - Бања Лука, 2022) био је српски музичар, солиста на хармоници и педагог.

## Биографија
Никић је  класичну музику свирао у основној Музичкој школи „Даворин Јенко” у класи Светлане Степановић, а средњу музичку школу "Др. Војислав Вучковић" у класи Војиславе Вуковић – Терзић. Народну музику је учио, а касније и свирао десетак година дует, код нашег врсног хармоникаша Владете Кандића, познатијег као Бата Канда. Отац му је био самоуки хармоникаш који је Свирао са Током Ћирковићем, Чапљом и другим врсним тадашњим хармоникашима. Милан је хармонику почео свирати од своје шесте године. Свирао је  као аматер у више Београдских културно уметничких друштава "Бранко Радичевић" у Земуну, "Бранко Цветковић", академско културно уметничко друштво "Бранко Крсмановић" и тада осамдесетих година полупрофесионално друштво "Фрула". Свирао је у многим оркестрима са нашим великим уметницима народне музике на хармоници као што су Слободан Божиновић, Славко Митровић - Цале, Горан Ивковић, Перица Симоновић, Микица Марковић, Ђула, Сандуче, Саша Живић, Влада Пановић и још много врсних хармоникаша. Компоновао је десетак инструменталних композиција за хармонику. Написао је неколико књига са нотним записима народне музике приређеним за хармонику. Иза себе је оставио и три сина од којих сва тројица свирају хармонику (Александар, Ненад и Лазар Никић).

## Нотна издања
1. Народне песме за почетнике 1 (Челинац, 2005)
2. Народне песме за почетнике 2 (Челинац, 2005)
3. Народне песме за почетнике 3 (Челинац, 2005)
4. Народне песме за почетнике 4 (Челинац, 2005)
5. Народне песме за почетнике 5 (Челинац, 2005)
6. Ризница 150 српских народних песама (Бања Лука, 2008)
7. Народна кола 1 (Бања Лука, 2008)
8. Народна кола 2 (Бања Лука, 2008)
9. Народна кола 3 (Бања Лука, 2008)
10. Народна кола 4 (Бања Лука, 2008)
11. Школа народне музике за клавирску хармонику (Бања Лука, 2009)
12. Народне песме 1 (Бања Лука, 2018)
13. Народне песме 2 (Бања Лука, 2018)
14. Народне песме 3 (Бања Лука, 2018)
15. Народне песме 4 (Бања Лука, 2018)
16. Народне песме 5 (Бања Лука, 2018)
17. Народне песме 6 (Бања Лука, 2022)
18. Румунска концертна хора за хармонику (Бања Лука, 2020)

## Дискографија
- Хармоника за сва времена - Владета Кандић - Бата Канда (ЛП), 1992. ПГП РТБ[2]

- Milan Nikić, Vladeta Kandić, Vuk Kandić